# Monumento aos Mortos da Grande Guerra (São João da Madeira)

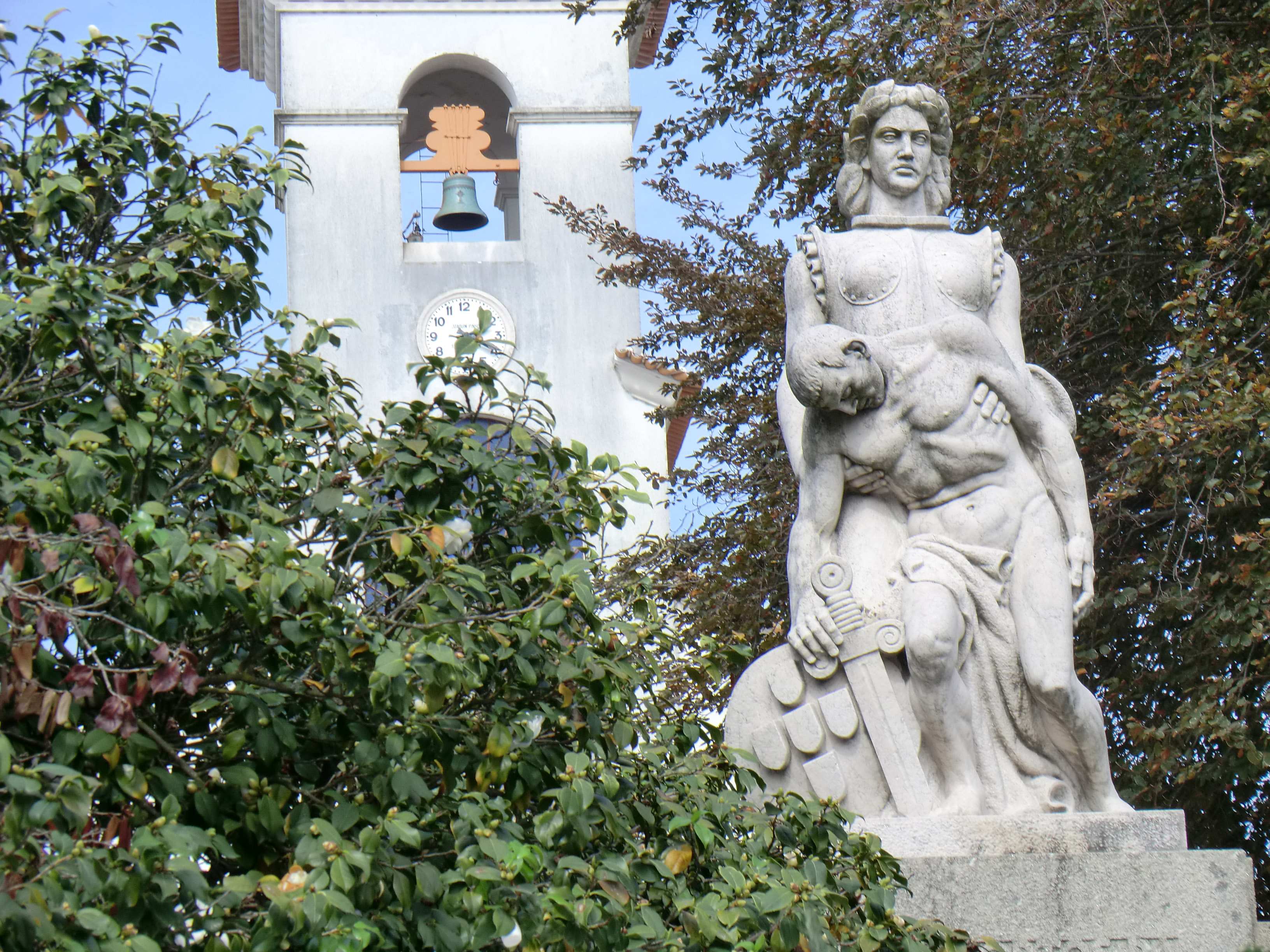
Foto do monumento em frente à Capela de Santo António, em 2011.

O Monumento aos Mortos da Grande Guerra é um monumento localizado em São João da Madeira, dedicado aos habitantes que morreram na Primeira Grande Guerra.
O monumento foi projectado pelo arquitecto João Queirós, e executado pelo escultor Henrique Moreira, e inaugurado a 11 de Novembro de 1937. Encontra-se em frente à Capela de Santo António e próximo do Paços da Cultura (antiga câmara municipal da cidade), estando rodeada por um belo jardim.